# 特魯比謝河
特魯比謝河（烏克蘭語：Трубище）是烏克蘭的河流，屬於伊爾平河的支流，發源自莫特任附近，該河流經亞斯諾霍羅德卡，河口處在莫斯蒂謝附近。